# Jan Magnussen
Jan Ellegaard Magnussen (1973. július 4. –) dán autóversenyző, az 1994-es brit Formula–3-as sorozat bajnoka, valamint a dán túraautó-bajnokság kétszeres (2003, 2008) győztese.

## Pályafutása
1992-ben megnyerte a Formula–Ford Fesztivált, valamint hat futamgyőzelmet szerzett a brit Formula–Ford-sorozatban, ahol harmadikként zárta a pontversenyt. Az ezt követő két évben nagyrészt Formula–3-as versenyeken indult. 1994-ben megnyerte a brit bajnokságot, és harmadik volt a makaói nagydíjon.
1995-ben különböző túraautó-versenyeken szerepelt, valamint rajthoz állt a Formula–1-es világbajnokság Csendes-óceáni futamán. Jan a vakbélgyulladást kapott Mika Häkkinent helyettesítette a McLaren-istállónál.
1996-ban a túraautózás mellett, az amerikai CART-sorozatban is indult. 1997-ben teljes szezont teljesített a Formula–1-es világbajnokságon, a Jackie Stewart által alapított Stewart Grand Prix pilótájaként. Pontot egy alkalommal sem szerzett, legjobb eredménye egy hetedik helyezés volt, melyet a monacói nagydíjon ért el. A következő évet is a csapatnál kezdte. A kanadai nagydíjon hatodik lett, amivel egy világbajnoki pontot szerzett; ennek ellenére a következő futamon már nem indult, a csapat a holland Jos Verstappennek adott lehetőséget a szezon további futamain.
Jan jelenleg is aktív autóversenyző. A 90-es évek vége óta rendszeres résztvevője a Le Mans-i 24 órás futamoknak, különböző Le Mans-szériák és túraautó-bajnokságok versenyeinek.

## Magánélete
Legidősebb fia, Kevin Magnussen szintén Formula–1-es pilóta.

## Sikerei
- Brit Formula–3-as bajnokság
  - Bajnok: 1994
- Dán túraautó-bajnokság
  - Bajnok: 2003, 2008
- Le Mans-i 24 órás autóverseny
  - Győztes: 2004 (GTS), 2005 (GT1), 2006 (GT1), 2009 (GT1)
- Amerikai Le Mans-széria
  - Bajnok: 2009 (GT1)

## Eredményei
Teljes Formula–1-es eredménysorozata
(Táblázat értelmezése)

(Félkövér: pole-pozícióból indult; dőlt: leggyorsabb kört futott) 

| Év   | Csapat  | 1      | 2      | 3      | 4      | 5      | 6      | 7      | 8      | 9      | 10     | 11     | 12     | 13     | 14     | 15     | 16     | 17    | Helyezés | Pont |
| ---- | ------- | ------ | ------ | ------ | ------ | ------ | ------ | ------ | ------ | ------ | ------ | ------ | ------ | ------ | ------ | ------ | ------ | ----- | -------- | ---- |
| 1995 | McLaren | BRA    | ARG    | SMR    | ESP    | MON    | CAN    | FRA    | GBR    | GER    | HUN    | BEL    | ITA    | POR    | EUR    | PAC 10 | JPN    | AUS   | 29.      | 0    |
| 1997 | Stewart | AUS Ki | BRA Ki | ARG 10 | SMR Ki | MON 7  | ESP 13 | CAN Ki | FRA Ki | GBR Ki | GER Ki | HUN Ki | BEL 12 | ITA Ki | AUT Ki | LUX Ki | JPN Ki | EUR 9 | 20.      | 0    |
| 1998 | Stewart | AUS Ki | BRA 10 | ARG Ki | SMR Ki | ESP 12 | MON Ki | CAN 6  | FRA    | GBR    | AUT    | GER    | HUN    | BEL    | ITA    | LUX    | JPN    |       | 17.      | 1    |

Teljes CART-eredménysorozata
(Táblázat értelmezése)

(Félkövér: pole-pozícióból indult; dőlt: leggyorsabb kört futott) 

| Év   | Csapat         | 1   | 2   | 3   | 4   | 5   | 6    | 7   | 8   | 9   | 10  | 11  | 12   | 13     | 14     | 15     | 16    | 17    | 18     | 19     | 20  | Helyezés | Pont |
| ---- | -------------- | --- | --- | --- | --- | --- | ---- | --- | --- | --- | --- | --- | ---- | ------ | ------ | ------ | ----- | ----- | ------ | ------ | --- | -------- | ---- |
| 1996 | Hogan Penske   | MIA | RIO | SRF | LBH | NZR | MIS1 | MIL | DET | POR | CLE | TOR | MIS2 | MDO 14 | ROA Ki | VAN 22 | LS 8  |       |        |        |     | 24.      | 5    |
| 1999 | Patrick Racing | MIA | MOT | LBH | NZR | RIO | STL  | MIL | POR | CLE | ROA | TOR | MIS  | DET Ki | MDO 14 | CHI Ki | VAN 7 | LS Ki | HOU 13 | SRF 11 | FON | 24.      | 8    |

Le Mans-i 24 órás autóverseny
| Év   | Csapat                    | Autó                      | Csapattárs       | Csapattárs      | Helyezés | Kiesés oka |
| ---- | ------------------------- | ------------------------- | ---------------- | --------------- | -------- | ---------- |
| 1999 | Panoz Motor Sports        | Panoz LMP-1 Roadster-S    | Johnny O’Connell | Max Angelelli   | 11.      |            |
| 2000 | Panoz Motor Sports        | Panoz LMP-1 Roadster-S    | David Brabham    | Mario Andretti  | 15.      |            |
| 2001 | Panoz Motor Sports        | Panoz LMP07               | David Brabham    | Franck Lagorce  | Kiesett  | ?          |
| 2002 | Panoz Motor Sports        | Panoz LMP01 Evo           | David Brabham    | Bryan Herta     | Kiesett  | Motorhiba  |
| 2003 | Audi Sport Japan Team Goh | Audi R8                   | Ara Szeidzsi     | Marco Werner    | 4.       |            |
| 2004 | Corvette Racing           | Chevrolet Corvette C5-R   | Oliver Gavin     | Olivier Beretta | 6.       |            |
| 2005 | Corvette Racing           | Chevrolet Corvette C6.R   | Oliver Gavin     | Olivier Beretta | 5.       |            |
| 2006 | Corvette Racing           | Chevrolet Corvette C6.R   | Oliver Gavin     | Olivier Beretta | 4.       |            |
| 2007 | Corvette Racing           | Chevrolet Corvette C6.R   | Johnny O’Connell | Ron Fellows     | 6.       |            |
| 2008 | Corvette Racing           | Chevrolet Corvette C6.R   | Johnny O’Connell | Ron Fellows     | 14.      |            |
| 2009 | Corvette Racing           | Chevrolet Corvette C6.R   | Johnny O’Connell | Antonio García  | 15.      |            |
| 2010 | Corvette Racing           | Chevrolet Corvette C6 ZR1 | Johnny O’Connell | Antonio García  | Kiesett  | Motorhiba  |

## Külső hivatkozások
- Hivatalos honlapja (angolul)
- Profilja a grandprix.com honlapon (angolul)
- Profilja a statsf1.com honlapon (angolul)
- Profilja a driverdatabase.com honlapon (angolul)